# セアン・チャフィン
セアン・チャフィン（Ceán Chaffin, 1957年6月26日 - ）は、アメリカ合衆国の映画プロデューサーであり、デヴィッド・フィンチャー監督とコラボレーションしている。

## 人物
彼女はフィンチャー監督の『ベンジャミン・バトン 数奇な人生』（2008年）と『ソーシャル・ネットワーク』（2010年）によりアカデミー作品賞にノミネートされた。他にその2作と『ドラゴン・タトゥーの女』（2011年）でアメリカン・フィルム・インスティチュートのAFI賞も獲得した。

## フィルモグラフィ
- セブン se7en (1995) (特別協力)
- ゲーム The Game (1997)
- ファイト・クラブ Fight Club (1999)
- パニック・ルーム Panic Room (2002)
- ゾディアック Zodiac (2007)
- ベンジャミン・バトン 数奇な人生 The Curious Case of Benjamin Button (2008)
- ソーシャル・ネットワーク The Social Network (2010)
- ドラゴン・タトゥーの女 The Girl with the Dragon Tattoo (2011)
- ゴーン・ガール Gone Girl (2014)
- マインドハンター Mindhunter (2017)